# Prays rustica
Prays rustica is een vlinder uit de familie van de stippelmotten (Yponomeutidae). De wetenschappelijke naam van de soort werd in 1828 gepubliceerd door Adrian Hardy Haworth.